# Enquêtes à l'italienne
Ne doit pas être confondu avec Enquête à l'italienne.
Enquêtes à l'italienne (Investigatori d'Italia) est une série télévisée italienne en 13 épisodes de 55 minutes, diffusée à partir de 7 octobre 1987 sur la Rai. Le tournage se déroula à Rome dans les studios Cinecittà.
En France, la série a été diffusée sur TF1 puis multi-rediffusée dans les programmes de la nuit de la chaîne de 1990 à 2003.

## Synopsis
L'histoire se déroule vers 1900 à Turin, dans le royaume d'Italie, sous le règne du roi Umberto. L'éminent professeur Boato a une renommée internationale dans la science qui consiste à identifier un coupable à partir de sa morphologie. Le commissaire Ferrante fait donc appel au professeur pour l'aider à résoudre les nombreux crimes étranges et farfelus commis dans sa ville. Le professeur expédie au plus vite ces affaires, pour passer plus de temps dans son cabaret favori, en charmante compagnie. Tout irait bien ainsi pour le professeur s'il n'avait un apprenti, Scipion, fan de l'Angleterre et adepte de Sherlock Holmes. Pour celui-ci, seuls le raisonnement scientifique et les preuves mathématiques peuvent résoudre les énigmes. Constamment en désaccord avec le professeur, il s'acharne à poursuivre l'enquête baclée par son maître, et arrive à démasquer tous les coupables. Mais c'est le professeur qui vole la vedette à Scipion, en récoltant à chaque fois les honneurs...

## Distribution
- Renzo Montagnani : le professeur Gustavo (Gustave) Boato
- Andy Luotto : le docteur Scipione (Scipion) Aventa
- Elio Pandolfi :  le commissaire Ferrante
- Martine Brochard : Giovanna
- Amanda Sandrelli : Gina
- Kara Donati : Lili
- Marisa Laurito : Giulietta (servante du professeur Boato)

## Épisodes
```
  ► 01 - L'Énigme de la locomotive volante (
Il mistero dell'inseguitore di landò
) avec :
```

- Macha Méril : Caterina
- David Zed : Solescu / Cilescu
- Venantino Venantini : Bacci
- Carlo Monni : Giacomo 'Spartacus' Ruccelli
- Mario Sucich

```
  ► 02 - L'Énigme du rire qui tue (
Il mistero della risata che uccide
) avec :
```

- Carlo Croccolo : Adolfo Griseri
- Paolo De Vita (it) : Paolo Dragone
- Serena Bennato : Camilla Griseri
- Dodo Gagliarde : Giuseppe Amalfi
- Emanuela Moschin : Giuseppina Tirabovis
- Luciana Palombi (it) : Carmen

```
  ► 03 - Le Secret de la tarte du chef (
L'enigma del digiunatore di Pinerolo
) avec :
```

- Marzia Ubaldi (it) : Madame Drago
- Alessandra Mussolini : Giuliana Drago
- Carlo Monni : Lanciani
- Patrizio Roversi (it) : Bernardi
- Angelo Maggi (it) : Ulisse Besuzzi
- Renzo Rinaldi (it) : Artusi
- Sergio Stefanini : Paolizzi

```
  ► 04 - Le Mystère de la femme à barbe (
L'omicidio del banchiere galante
) avec :
```

- Francesca Romana Coluzzi : Lucia Monterossa
- Roberto Della Casa (it) : Monterossa

```
  ► 05 - Le Cas étrange de la rose écarlate (
Il misfatto dell'adultero scapigliato
)  avec :
```

- Franco Javarone (it) : Le comte Roggia
- Giuseppe Cederna : l'administrateur
- Loris Loddi (it) : Vanzi
- Elena Bonelli (it) : La comtesse Albina Roggia
- Silvia Nebbia : la femme de ménage suspectée

```
  ► 06 - Le Crime diabolique de la vipère humaine (
Il diabolico crimine della vipera umana
) avec :
```

- Pierre Santini : Paoli
- Stefania Casini : Clotilda Mandracci
- Nicola Pistoia (it) : Pietro Gismondi
- Syusy Blady : La couturière de Gina
- Dante Fioretti : Le vendeur de boutons
- Tiziana Fiorvelutti : Natacha
- Maria Amelia Monti (it) : Luisa Gismondi
- Giovanni Attanasio (it) : L'oncle Montaldo

```
  ► 07 - L'Énigme du canard au sang (
L'enigma dell'anatra di Viggiù
) avec :
```

- Pino Patti (it) : Le comte Braghetti
- Tamara Triffez : La comtesse Costanza Braghetti
- Achille Brugnini : Le docteur Filuzzo
- Victor Poletti (it) : Rebecchini
- Alessandra Acciai
- Mario Pedonne
- Ria De Simone (it) : Verena Frost

```
  ► 08 - Le Sculpteur mort de froid (
Il mistero dello scultore assiderato
) avec :
```

- Ugo Maria Morosi (it) : Soffietti
- Antonino Luorio : Le docteur Mostone
- Licinia Lentini (it) : Rita Ghirelli
- Adriana Russo : Gigi
- Armando Marra (it) : Ghirelli

```
  ► 09 - Le Secret du premier tambour (
La vendetta del tamburino sardo
) avec :
```

- Vincenzo Crocitti (it) : Garnieri
- Nando Paone (it) : Pudu
- Vito (comico) (it) : Pascuchi

```
  ► 10 - La Mort mystérieuse du joueur de boules (
Lo strano caso del bocciofilo suicida
) avec :
```

- Cyrus Elias (it) : Crespi
- Marzia Ubaldi (it) : Madame Rigottino
- Enrico Papa (it) : Bragozzi
- Emanuela Moschin : Teresa Buono
- Guido Cerniglia : Rigottino
- Mario Pedone (it) : Le complice de Crespi

```
  ► 11 - Le Cas de l'étrangleur de girafe (
L'insolito caso dello strigliatore di giraffe
) avec :
```

- Lorella Morlotti (it) : Erika
- Fabrizia Castagnoli (it) : Leopolda
- Franco Belli : Berlenga
- Nicola Pistoia (it) : Filippo Beretta
- Roberto Bencivenga : Le pianiste d'Erika

```
  ► 12 - L'Énigme du fleuve (
L'inafferrabile mostro del fiume Po
) avec :
```

- Anna Melato (it) : Luisa Caligari
- Alessandra Mussolini : Cristina Carli
- Nicoletta Della Corte : Teresa Carli
- Franco Diogene (it) : Pietracqua
- Antonello Fassari (it) : Massimo Caligari
- Claudio Carafoli (it) : Le standardiste (voix)

```
  ► 13 - L'Enquête la plus dangereuse (
L'ultima pericolosa indagine
) avec :
```

- Gianni Musy : Dufour / Popi
- Angelo Maggi (it) : Checco Buttone
- Luciana Negrini (it)
- Sandra Collodel : Virginia Paoli
- Sergio Solli (it) : Paolo Conti